# Museo Arqueológico de Estambul

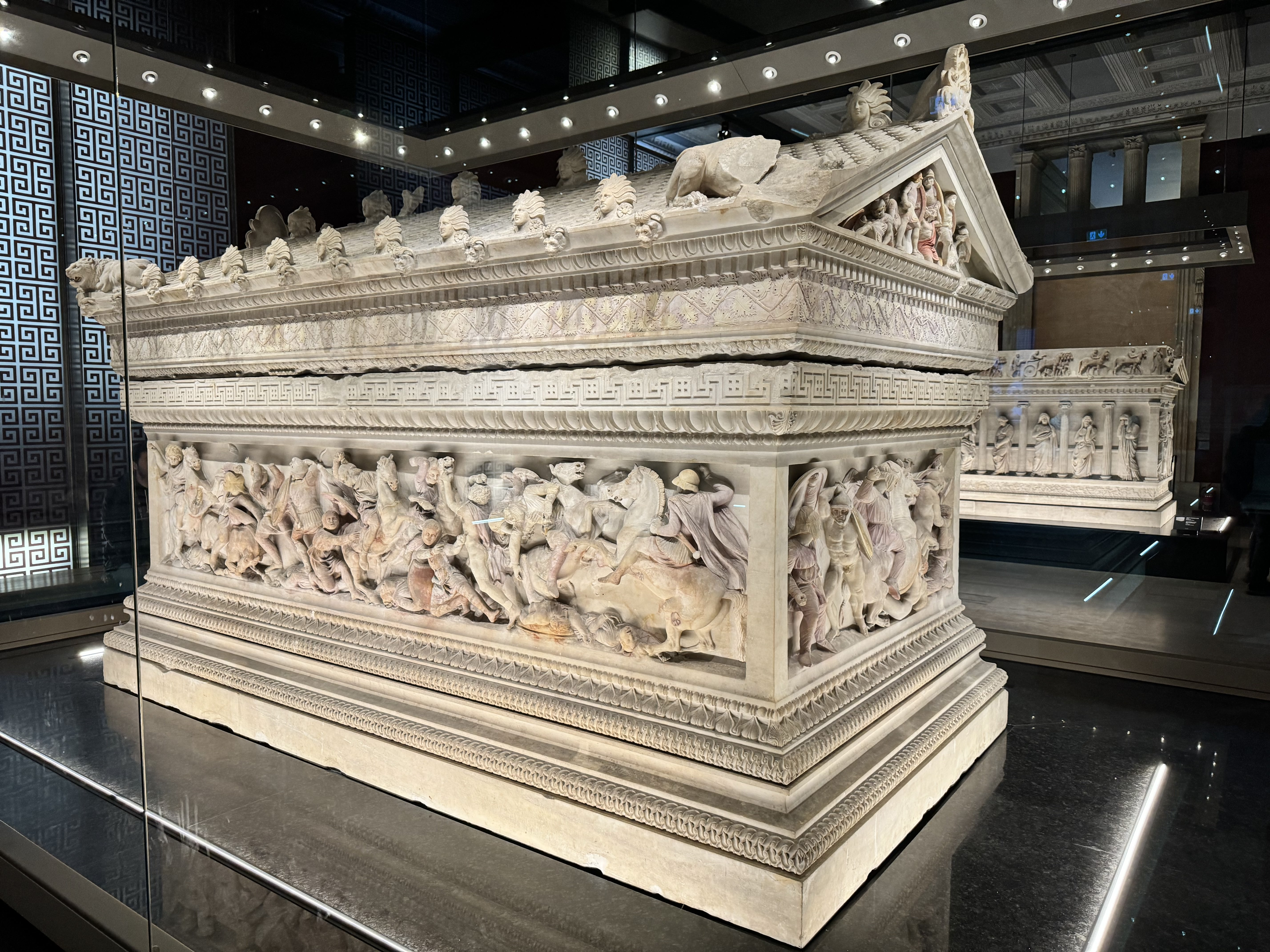
Sarcófago de Alejandro Magno.

Los Museos Arqueológicos de Estambul (en turco İstanbul Arkeoloji Müzesi, oficialmente Müzeleri, 'Museos') son un grupo de tres museos arqueológicos situados en el barrio de Eminönü, en Estambul, Turquía, cerca del parque Gülhane y el palacio de Topkapi. Estos museos albergan un millón de artefactos de prácticamente todos los periodos históricos.
Los Museos Arqueológicos de Estambul consisten en tres museos:
- El Museo Arqueológico, ubicado en el edificio principal;
- El Museo del Antiguo Oriente;
- El Museo de Arte Islámico, ubicado en el Quiosco de los Azulejos.

## Orígenes

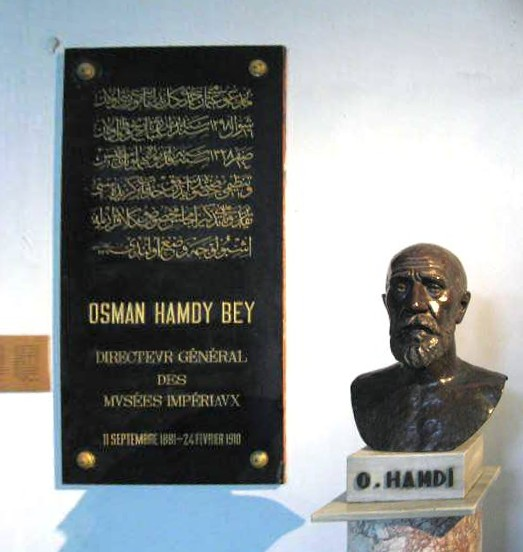
Placa y busto de Osman Hamdi Bey ubicado en el edificio principal del museo.

Los orígenes del museo llevan hasta la cercana iglesia de Santa Irene. Tras la conquista de Constantinopla, la iglesia, cerca a las barracas de los jenízaros, se convirtió en un arsenal donde guardaban sus armas. En 1726, durante el reinado del sultán Ahmed III, se convirtió en la armería de pleno derecho. En el siglo XIX, la iglesia se usó para almacenar varios artefactos confiscados acumulados por el Imperio otomano.
El sultán otomano Abdülaziz (r. 1861–1876) se impresionó por el museos arqueológicos de París, Londres y Viena que visitó en el verano de 1867 y ordenó la creación de un museo arqueológico en Estambul. Por lo tanto, en 1869, la iglesia y las obras ubicadas en la misma se convirtió por decreto en el Museo Imperial, convirtiéndose en el "primer museo de Turquía".

## Historia
Debido a la falta de espacio, el museo y su colección se transfirió al Quiosco de los Azulejos entre 1875 y 1891. Construido por el sultán Mehmed II en 1472 como lugar de ocio, es el edificio otomano no religioso más antiguo de Estambul y alberga una influencia persa en su estilo. Fue inaugurado en 1953 como el Museo Fatih, para exhibir arte turco e islámico, y más tarde incorporado el Museo Arqueológico de Estambul.
El primer director y fundador del museo fue Osman Hamdi Bey en 1881, pintor, arqueólogo e hijo de Ibrahim Edhem Pasha, gran visir otomano. En 2019 su pintura Chica leyendo el Corán fue vendida por 6,3 libras esterlinas, haciéndola la obra turca más cara en ese momento. La construcción del edificio principal, situado en los jardines externos del palacio de Topkapı, comenzó por Hamdi Bey en 1881, con la inauguración oficial el 13 de junio de 1891. El arquitecto fue Alexander Vallaury, quien también diseñó el hotel Pera Palace en Estambul. La fachada del edificio fue inspirado por el Sarcófago de Alejandro y el Sarcófago de las Pleñideras, ambos en el museo. La inscripción en turco en la base de las puertas dice Museo de Antigüedades y la tugra pertenece al sultán Abdulhamid II. El edificio es considerado como el ejemplo preeminente de estilo neoclásico en Estambul. Debido a su centenario en 1991, el museo recibió el European Council Museum Award por las restauraciones realizadas en las salas de la planta baja del edificio principal y las nuevas exhibiciones en un nuevo edificio de cuatro plantas.

El Museo del Antiguo Oriente fue mandado construir por Osman Hamdi Bey en 1883 como escuela de bellas artes. Fue reorganizado como museo, inaugurado en 1935. 

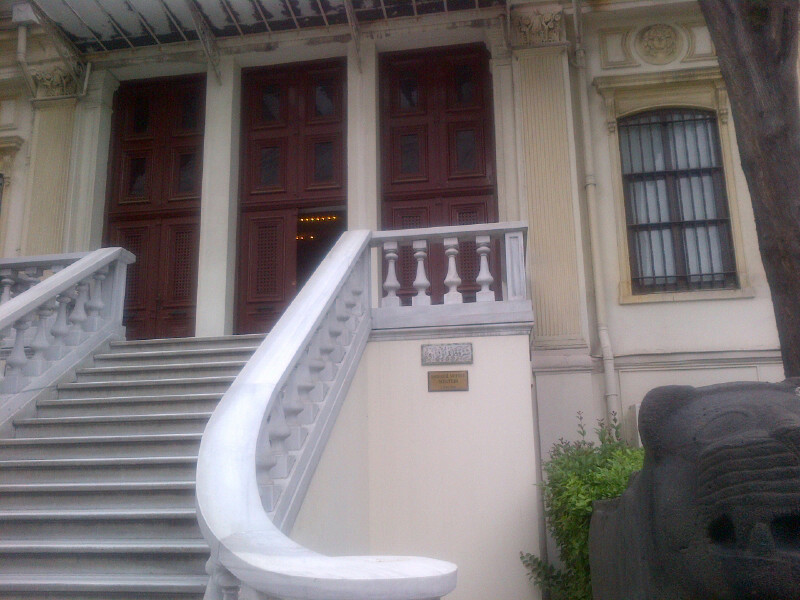
Entrada del antiguo edificio de la Escuela de Bellas artes de Estambul, hoy Museo del Antiguo Oriente.

## Colección

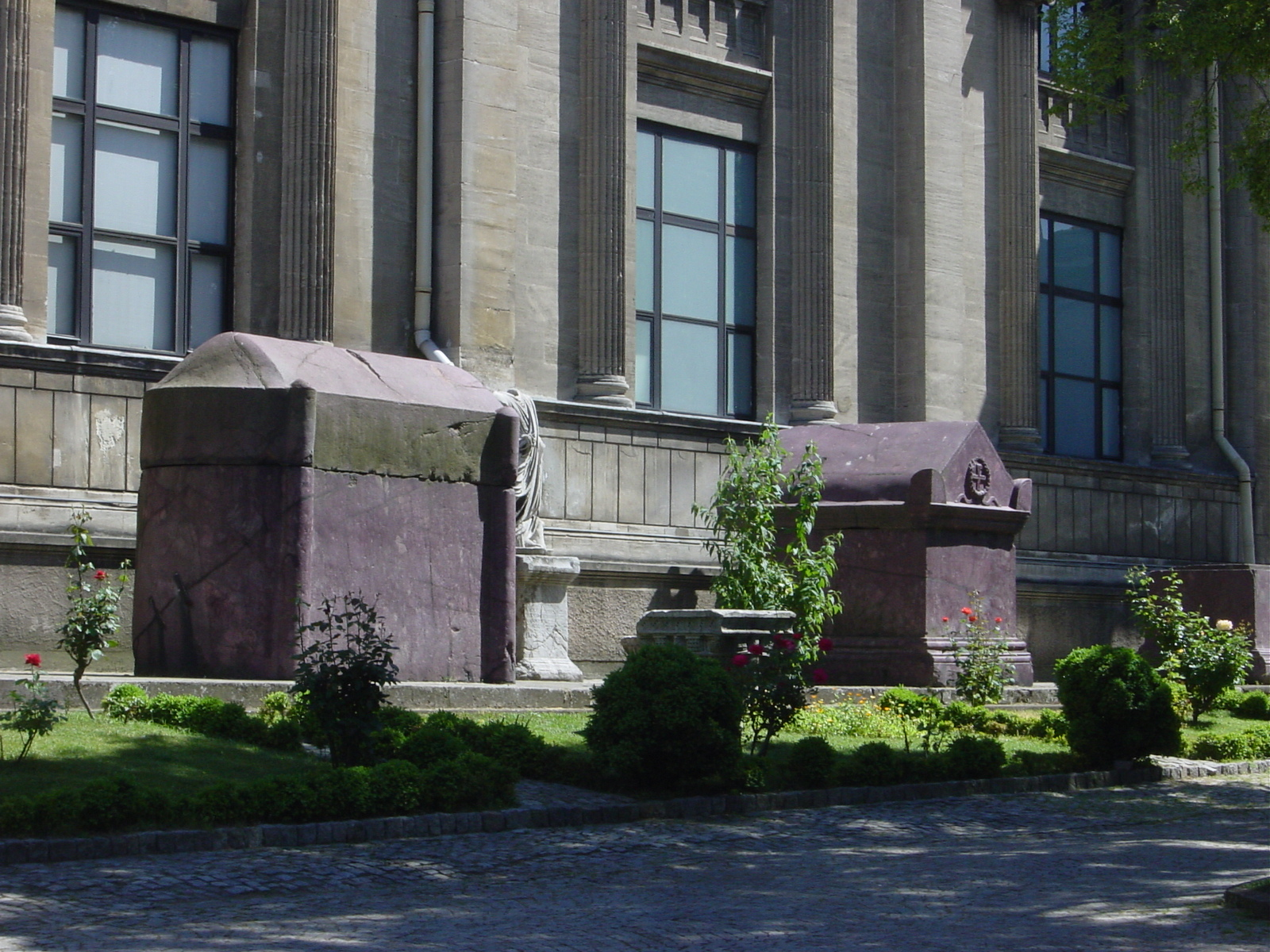
Sarcófagos de pórfido.

La colección del museo abarca unas veinte salas distribuidas a lo largo del edificio antiguo y las cuatro plantas construidas en la década de 1990. Estas salas están divididas en las siguientes galerías:
- Arqueología clásica: situada en el edificio principal del complejo, en ella destacan las siguientes obras: estatua de Marsias, estatua y busto de Alejandro Magno, el sarcófago de Tabnit, el sarcófago licio de Sidón, el sarcófago de las Plañideras y el sarcófago de Alejandro Magno, una de las piezas más importantes del museo. Este grupo de sarcófagos fue encontrado la necrópolis real de Ayaa, cerca de Sidón, Líbano.
- Colecciones tracias, bitinias y bizantinas: situadas en la planta baja del edificio de 1991.
- Estambul a lo largo del tiempo: situada en el primer piso del nuevo edificio, destaca el mosaico del icono de la presentación del siglo VI-VII.
- Troya: en el segundo piso del edificio nuevo contiene obras de esta zona de Turquía. Se exponen algunas de las piezas del tesoro Schliemann.
- Culturas adyacentes a Anatolia: se muestran diferentes objetos de las zonas cercanas al sur de Turquía, como por ejemplo Chipre, Siria o Palestina. Se pueden ver unos relieves funerarios sirios, el Calendario de Gézer y la reconstrucción de un mausoleo descubierto en Palmira.
- Museo del Antiguo Oriente: destaca la tablilla del Tratado de Qadesh.
- Azulejos y cerámicas turcas: instalada en el pabellón Çinilli, destaca el Mihrab Karaman, mihrab azul recubierto con azulejos.

En el patio exterior se pueden contemplar los sarcófagos de pórfido (siglos IV-V) en los que fueron enterrados los primeros emperadores bizantinos.